# Donna Karan

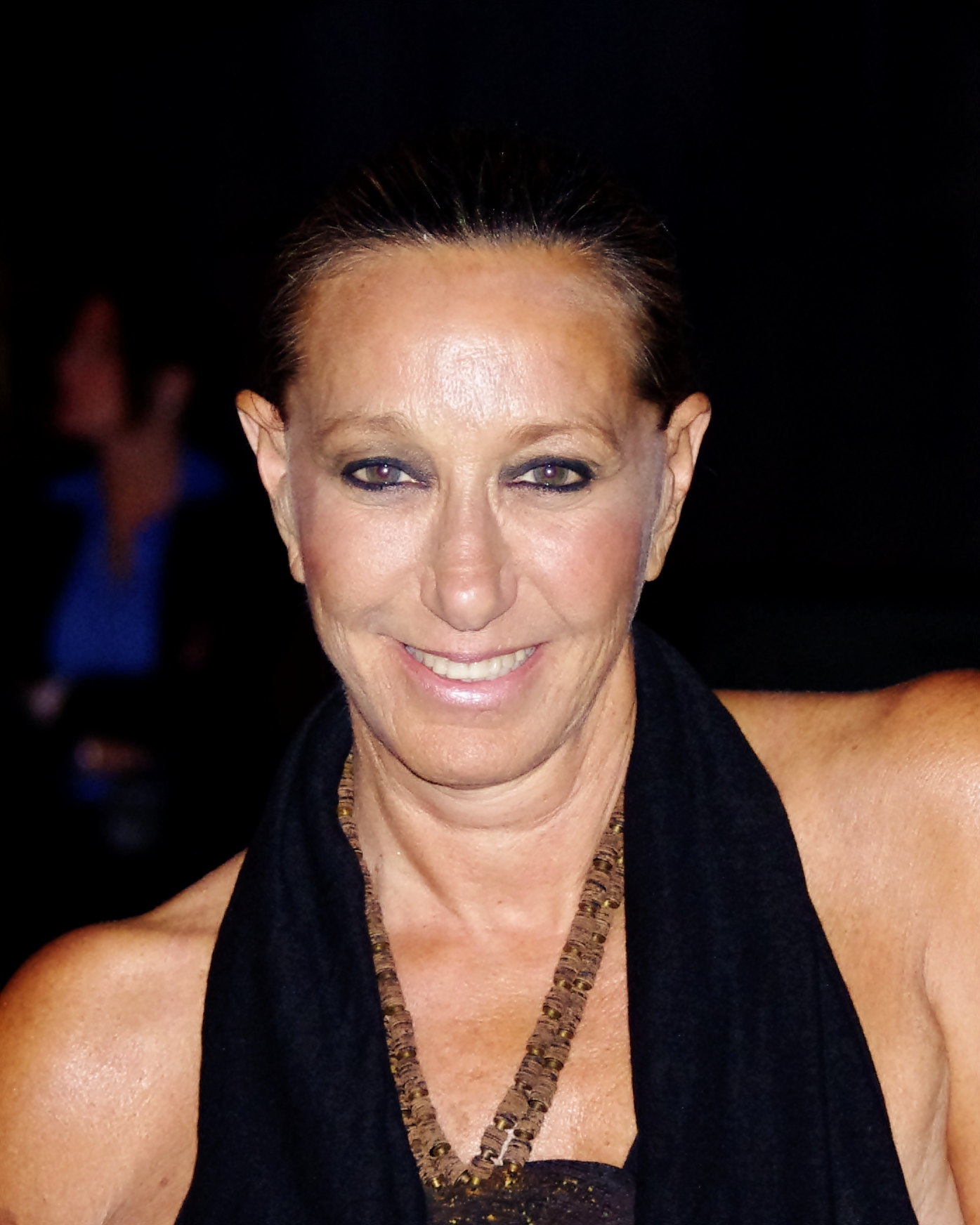
Donna Karan

Donna Faske (New York, 2 oktober 1948), beter bekend als Donna Karan, is een Amerikaans modeontwerpster. Ze geldt als een van de meest invloedrijke modeontwerpers in de Verenigde Staten.

## Het begin
In 1962 ging ze van school en begon ze met het verkopen van kleren in een kledingwinkel in de buurt. Na vier jaar schreef ze zich in bij de bekende Parsons School of Design. Ze trouwde met Mark Karan, van wie ze in 1983 scheidde. Daarna trouwde ze met Stephan Weiss.
In 1968 nam ze een vakantiebaantje bij de ontwerpster Anne Klein. Een aantal maanden later werd ze ontslagen, omdat ze zo goed was, dat Klein zich onzeker door haar voelde en haar daardoor in de ontwerpruimte niet zou kunnen uitstaan. Uiteindelijk gaf Patti Cappalli haar de kans zich te ontwikkelen tot gerespecteerd modeontwerpster. Ze werkte ruim anderhalf jaar met hem samen.
In 1970 ging Karan terug naar Klein. In 1974 overleed Klein aan kanker en maakte Karan Kleins onafgemaakte collectie af.
Vanaf 1985 werkte Karan uitsluitend voor zichzelf, ze richtte haar eigen kledinglabel op, de 'Donna Karan Collection'. In 1988 begon ze een nieuwe kledinglijn, 'DKNY', Donna Karan New York. Haar ontwerpen werden als "klassiek" beschouwd.
Minder dan een jaar nadat ze haar bedrijf was begonnen ontving ze al een prijs: de 'Council of Fashion Designers of America Award', voor haar bijzonder creatieve bijdrage aan de Amerikaanse mode.
DK is nog steeds actief in de modewereld, tegenwoordig met een eigen geur- en parfumlijn en met een lijn van brilmonturen.
Sinds 2003 werkt maakt danceproducer Kris Bones muziek bij haar shows en reclames.

## Prijzen
Karan werden verschillende modeprijzen toegekend, de belangrijkste daarvan zijn:
- Coty American Fashion Critics Award in 1977, 1981, 1984 en 1985
- The Council of Fashion Designers of America in 1985, 1986, 1990 en 1992, ze werd genomineerd in 2003, en in 2004 werd haar de 'Lifetime Achievement Award' toegekend.
- Ze werd in 1984 ingehuldigd in de Coty Hall of Fame.
- Door de Fashion Group International een prijs ontvangen op het 'Night of Stars gala'.
- In 2001 besloot de stad New York Amerikaanse modeontwerpers te eren door een bronzen plaquette te plaatsen langs 7th Avenue in Manhattan, de "modestraat" van New York.